# Alfa Centauri în ficțiune

Comparaţie între Soare și stele din Alpha Centauri

Sistemele planetare ale altor stele reprezintă un element de bază în numeroase lucrări științifico-fantastice.

## Date astronomice

Alfa Centauri în constelația Centaurul

Alpha Centauri reprezintă principalul sistem stelar al constelației Centaurul. Este de fapt o stea triplă: Alpha Centauri A (α Cen A), Alpha Centauri B (α Cen B) și Proxima Centauri. 
Cea mai apropiată stea de sistemul nostru solar este Proxima Centauri, una din cele trei stele ale Alpha Centauri; este o stea pitică roșie ce se află la o distanță de aproximativ 4,2 ani lumină (4,0×1013 km) de Terra. Deoarece Proxima Centauri este o stea variabilă și o pitică roșie, este încă incert dacă o planetă ce orbitează în jurul acestei stele poate găzdui forme de viață, fie ele indigene sau colonii. Cu toate acestea, datorită apropierii stelei față de Pământ, Proxima Centauri a fost propusă ca destinație pentru viitoare călătorii inter-stelare.

## Literatură
- Far Centaurus (1944), povestire de A. E. van Vogt publicată în colecția Destination: Universe! (1952). Un echipaj de oameni care au hibernat mai multe secole de-a lungul voiajului lor spre Alpha Centauri descoperă la sosire că umanitatea a ajuns deja pe planeta Pelham din sistem prin intermediul călătoriei superluminice pe care au descoperit-o între timp. Misiunea lor primitivă a fost de mult timp uitată. Călătorii trebuie să-și depășească naivitatea lor copilărească pentru a face față unei civilizații aproape dumnezeiești care a evoluat în absența lor.
- Revolt on Alpha C (1955), roman pentru tineret și de debut al lui Robert Silverberg. (În acest caz, "Alpha C" este o abreviere a Alpha Centauri, tratată ca o singură stea).
- Norul lui Magellan (1955), (Obłok Magellana) de Stanislaw Lem.  Gaia este o navă din secolul al XXXII-lea (într-un viitor comunist utopic) care  face prima încercare a omenirii a unei călătorii interstelare spre sistemul Alfa Centauri.
- Childe Cycle (1959), serie neterminată de romane de Gordon R. Dickson.
- Seed of Light (1959), roman de Edmund Cooper
- Alpha Centauri or Die! (1963), roman de Leigh Brackett
- Clans of the Alphane Moon (1964), roman de Philip K. Dick
- The Man-Kzin Wars (1966), roman din seria Known Space de Larry Niven
- "Like Banquo's Ghost" (1968), povestire de Larry Niven publicată în colecția The Shape of Space (1969).
- The Centauri Device (1975), roman de Michael John Harrison
- Spacecraft 2000-2100 AD (1978), handbook de Stewart Cowley
- Downbelow Station (1981) de C.J. Cherryh
- Tale of Two Planets (1981), roman de Professor Morris Asimow.
- Voyage from Yesteryear (1982), roman de James P. Hogan
- Neuromancer (1984), roman de William Gibson
- Footfall (1985), roman de Larry Niven și Jerry Pournelle
- Foundation and Earth (1986), roman de Isaac Asimov
- The Songs of Distant Earth (1986), roman de Arthur C. Clarke
- Starfire (1990–2002), serie de romane de David Weber și Steve White
- Harvest of Stars (1994), roman de Poul Anderson
- The Killing Star (1995), roman de Charles R. Pellegrino cu George Zebrowski.
- Drakon (1996), roman din seria Domination de S. M. Stirling
- Encounter with Tiber (1996), roman de John Barnes și Buzz Aldrin
- The Sparrow (1996), roman de Mary Doria Russell
- Factoring Humanity (1998), roman de Robert J. Sawyer
- Centauri Dawn (2000), roman de Michael Ely bazat pe jocul video Sid Meier's Alpha Centauri.
- Borrowed Tides (2001), roman de Paul Levinson
- Flight of The Mayflower Vol. One (2004), roman de Mark Carew și Josh Garratt
- Three Body (2008), roman de Liu Cixin (chineză: 劉慈欣).
- Johnny Mackintosh: Star Blaze (2010), roman de Keith Mansfield, al doilea din seria Johnny Mackintosh

## Film și televiziune
- Lost in Space (1965–1968), serial TV creat de Irwin Allen.[1] Familia astronautului profesorul John Robinson, însoțită de un pilot al Forțelor Aeriene și de un robot, pleacă de pe un Pământ suprapopulat în nava spațială Jupiter 2 pentru a vizita o planetă din jurul stealei Alpha Centauri, în speranța de a o coloniza.

- Metamorphosis (1967), episod din Star Trek: The Original Series, scris de Gene L. Coon, franciză de Gene Roddenberry. Zefram Cochrane, inventatorul motorului warp a trăit câțiva ani în sistemul Alpha Centauri înainte de a dispărea misterios în 2119.[2]

- The Curse of Peladon (1972) și The Monster of Peladon (1974), scenarii de Brian Hayles, regia Lennie Mayne, serialul Doctor Who.

- Into Infinity (Marea Britanie, 1975)

- The Golden Man (1981), episod din Buck Rogers in the 25th Century (sezonul 2)[3][4] Sub comanda amiralului Asimov, nava spațială Searcher intră în centura de asteroizi a sistemului Alpha Centauri și este blocată pe un asteroid de o furtună magnetică letală. Echipajul se întâlnește cu Velis, unul dintre oamenii de aur, care are abilități alchimice și de întinerire.

- Lost in Space (1998), film inspirat de serialul TV omonim, scenariul Akiva Goldsman, regia Stephen Hopkins.

- Impostor (2002), film adaptat de Scott Rosenberg după o povestire de Philip K. Dick, regia Gary Fleder. Filmul are loc în anul 2079. Patruzeci și cinci de ani mai devreme, Pământul a fost atacat de către o civilizație extraterestră ostilă din Alpha Centauri, iar războiul continuă de atunci până în prezent. Spencer Olham este un proiectant guvernamental de arme ultrasecrete, care este reținut pentru suspiciunea de a fi cărat fără să știe o bombă și că este clona unui asasin creată de Centaurieni.

- Transformers (2007), scenariul Roberto Orci și Alex Kurtzman, regia Michael Bay. Cybertron, planeta de origine a autoboților a orbitat inițial în jurul stelei Alpha Centauri, înainte de a fi aruncată de pe orbită în timpul război și să devină o planetă rătăcitoare prin galaxie.

- Avatar[5] (2009), scenariul și regia de James Cameron. Acțiunea filmului se petrece în anul 2154 pe Pandora, o lună din sistemul stelar Alpha Centauri. Aici oamenii și-au stabilit o bază stelară pentru a exploata rezervele naturale de un prețios minereu ce se găsește pe satelitul natural, în timp ce populația aborigenă Na'vi - o rasă de aborigeni umanoizi - reușește să reziste expansiunii coloniștilor, care le amenință existența lor precum și a ecosistemului pandorian.

- Filmul produs de The Asylum, Princess of Mars, are loc pe a patra planetă din sistmeul Alpha Centauri, planetă numită "Mars-216".

## Jocuri
- 2300 AD (1986), RPG de Game Designers' Workshop

- Civilization (1991), joc video de strategie dezvoltat de MicroProse și proiectat de către Sid Meier și Bruce Shelley.

- Frontier: Elite II (1993) și Frontier: First Encounters (1995), jocuri pentru computer scrise de David Braben

- Terra Nova: Strike Force Centauri (1996), primul joc video first-person shooter, dezvoltat și distribuit de Looking Glass Studios.

- Independence War (1997), joc video de lupte spațiale dezvoltat de Particle Systems și distribuit de Infogrames.

- Colony Wars (1997), Sony PlayStation joc video dezvoltat de Psygnosis și distribuit de Sony

- Sid Meier's Alpha Centauri (1999), joc video de strategie dezvoltat de Firaxis Games și distribuit de Electronic Arts.

- Earth & Beyond (2002), MMORPG dezvoltat de Westwood Studios și distribuit de Electronic Arts.

- Killzone (2004), Sony PlayStation serie de jocuri video dezvoltat de Guerrilla Games și distribuit de Sony. Sistemul Alpha Centauri are două planete locuibile, Vekta și Helghan.[6]

- Mass Effect 2 (2010), RPG dezvoltat de BioWare și distribuit de Electronic Arts.